# La Cage
La Cage este single-ul de debut din 1971 al lui Jean Michel Jarre. Deși realizat încă din 1969, Jarre nu a putut găsi o casă de discuri dispusă să lanseze single-ul datorită sonorităților sale experimentale, futuristice. După câteva refuzuri, a găsit casa de discuri Pathé Marconi ce a fost dispusă să-și asume riscul în 1971. Însă single-ul s-a dovedit a fi un eșec pe plan comercial fiind vândut în doar 117 copii. Pathé Marconi a distrus stocul rămas. Single-ul se găsește pe compilația Made in France din 1978 dar și pe compilația de bootleguri Rarities I din 1994. Ritmul de pe Erosmachine a fost reutilizat pe piesa "Chronologie 2" de pe albumul lui Jarre, Chronologie din 1993.